# بعد بابل
بعد بابل: جوانب من اللغة والترجمة (1975؛ الطبعة الثانية 1992؛ الطبعة الثالثة 1998) هو كتاب لغويات للناقد الأدبي جورج شتاينر يتناول فيه المؤلف مشكلة بابل المتمثلة في تعدد اللغات. 
بعد بابل دراسة شاملة لموضوع اللغة والترجمة.  إنه عمل مثير للجدل ومؤثر  ويغطي قدرًا كبيرًا من الأرضية الجديدة وظل الكتاب الأكثر شمولاً حول هذا الموضوع منذ نشره.  وصف بيتر بوش مدير المركز البريطاني للترجمة الأدبية بجامعة إيست أنجليا الكتاب بأنه عمل رائد كشف عن كل أشكال التواصل كشكل من أشكال الترجمة ومدى أهمية الترجمة في العلاقات بين الثقافات.  كتب دانييل هان في موقع الكاتب المعاصر.كوم أنه أمر استثنائي في تقديم مساهمة حقيقية في دراسات الترجمة، مع البقاء مكتفية ذاتيا إلى حد ما ومتاحة للأشخاص الذين لم يفكروا في الأمر من قبل.
بعد بابل اقتبس لعمل تلفزيوني في عام 1977 باسم ألسنة الرجال وكان مصدر إلهام وراء إنشاء مجموعة الروك الإنجليزية الرائدة أخبار من بابل في عام 1983. ألهم الكتاب أيضًا أعمال الطبيب النفسي الثقافي فينتشنزو دي نيكولا حول التواصل بين الثقافات والعلاج الأسري الثقافيحيث اعتمدت عبارة ما وراء بابل كاستعارة. 

## الملخص
يقول شتاينر في كتابه بعد بابل الفهم هو فك التشفير والاستماع إلى الأهمية هو الترجمة. وهو يتحدى النظريات التقليدية للترجمة من خلال التأكيد على أن كل التواصل البشري داخل اللغات وفيما بينها هو ترجمة. يُجادل بأن الخداع كان السبب وراء تطور لغات مُختلفة: لقد كانت رغبة البشرية العميقة في الخصوصية والأرض هي التي شهدت إنشاء آلاف اللغات، كل منها مصممة للحفاظ على السرية والعزلة الثقافية.  الترجمة الحقيقية بين اللغات مستحيلة لأن المعنى الأصلي يُفقد دائمًا: فالنص المترجم ملوث بمعتقدات المترجم الثقافية ومعارفه ومواقفه. 
ييقول شتاينر أن سبب عدم وجود تطورات جديدة في نظرية الترجمة هو أن الترجمة مهمة تأويلية، ليست علمًا بل فنًا دقيقًا. وهذا يمثل مشكلة للترجمة الآلية.  ثم يقدم نموذجًا جديدًا للترجمة يجمع بين التأويل الفلسفي ودراسات الترجمة الموجودة لتشكيل نظرية ترجمة تأويلية منهجية. يتألف النموذج الجديد من أربع حركات: الثقة والاسترداد والإدماج والتعويض.  الثقة والاسترداد يحترمان النص المصدر ونوايا مؤلفه، في حين أن التعويض والدمج يفيد المترجم. 

## النقد
على الرغم من أهمية كتاب بعد بابل باعتباره عملًا مركزيًا في فلسفة الترجمة، فقد تعرض الكتاب لانتقادات من قبل العديد من المؤلفين. في إعادة قراءة جوهرية للحركة التأويلية، يُشكك خرماندار وغيره حتى في صحة التأويلة في تنظير شتاينر، قائلاً: هذا التحقيق، على عكس الاعتقاد الشائع تمامًا، يكشف أن قراءة شتاينر فقط يعتمد جزئيًا على علم التأويل، وهو يؤدي على العديد من المستويات إلى نتائج عكسية للبحث التأويلي. 

## تاريخ النشر
نُشر بعد بال لأول مرة في يناير 1975 من قبل مطبعة جامعة أكسفورد في المملكة المتحدة. في عام 1992 نشرت مطبعة جامعة أكسفورد طبعة ثانية مع مراجعات رئيسية بواسطة ستاينر، بما في ذلك مقدمة جديدة وملاحظات ومراجع جديدة وموسعة.  نُشرت الطبعة الثالثة مع مراجعات طفيفة من قبل شتاينر من قبل مطبعة جامعة أكسفورد في عام 1998.

## الأعمال المذكورة
- Steiner، George (1975). After Babel. أكسفورد: دار نشر جامعة أكسفورد. ISBN:0-19-212196-0.

## الروابط الخارجية
- بعد طبعات بابل . الخيال الرائع .
- ترجمات جميلة . ندوة حول الترجمة عُقدت في 1 مايو 1995 في لندن – كان جورج ستاينر المتحدث الرئيسي وظهر برنامج "بعد بابل" بشكل بارز في المؤتمر.